# Otocinclus
Otocinclus är ett släkte av malartade fiskar i familjen harneskmalar, vilka naturligt förekommer i Sydamerika.
Släktet omfattar 16 arter:
- Otocinclus batmani
- Otocinclus bororo
- Otocinclus caxarari
- Otocinclus cocama
- Otocinclus flexilis
- Otocinclus hasemani
- Otocinclus hoppei
- Otocinclus huaorani
- Otocinclus macrospilus
- Otocinclus mariae
- Otocinclus mimulus
- Otocinclus mura
- Otocinclus tapirape
- Otocinclus vestitus
- Otocinclus vittatus
- Otocinclus xakriaba